# Cantó de Châtel-sur-Moselle
El cantó de Châtel-sur-Moselle és un cantó francès del departament dels Vosges, situat al districte d'Épinal. Té 23 municipis i el cap és Châtel-sur-Moselle.

## Municipis
- Badménil-aux-Bois
- Bayecourt
- Châtel-sur-Moselle
- Chavelot
- Damas-aux-Bois
- Domèvre-sur-Durbion
- Frizon
- Gigney
- Girmont
- Hadigny-les-Verrières
- Haillainville
- Igney
- Mazeley
- Moriville
- Nomexy
- Oncourt
- Pallegney
- Rehaincourt
- Sercœur
- Thaon-les-Vosges
- Vaxoncourt
- Villoncourt
- Zincourt

## Història
| Data d'elecció                           | Identitat        | Partit                       | Qualitat |
| ---------------------------------------- | ---------------- | ---------------------------- | -------- |
| 1945-1949                                | Victor Benoit    | SFIO                         |          |
| 1949-19..                                | M. Petitjean     | RPF                          |          |
| 19..-1973                                | Léon Brédiger    | RS, després UNR, després UDR |          |
| 1973-1998                                | Robert Bresson   | app. PCF                     |          |
| 1998-2008                                | Raymond Dégémard | RPR, després UMP             |          |
| 2008-                                    | Colette Marchal  | Divers droite, després NC    |          |
| les dades anteriors no són pas conegudes |                  |                              |          |
|                                          |                  |                              |          |

## Demografia
| A partir de 1990: Població sense dobles comptes |